# Me and Bobby McGee
A Me and Bobby McGee című dalt Kris Kristofferson és Fred Foster írta. Először Roger Miller ért el vele sikereket, de a legemlékezetesebb feldolgozást talán Janis Joplin készítette , néhány nappal a halála előtt 1970 októberében.
Néhány forrás szerint Gordon Lightfoot vette fel először ezt a dalt, mások szerint Kris épp akkor lett kész néhány versszakkal, mielőtt Roger Miller felénekelte volna. Akárhogyan is, az tény hogy Roger Miller ért el először sikereket a dallal: 1969-ben az amerikai listákon a 12. helyet szerezte meg.
Az egyik legismertebb verzió Janis Joplin 1971-ben kiadott Pearl című albumáról származik. 2004-ben a Rolling Stone magazin a „Minden idők 500 legjobb dala” listán Janis adaptációját a 148. helyre sorolta.

## Me and Bobby McGee – Variációk egy témára
- 1969 Roger Miller a Roger Miller 1970 albumon.
- 1970 Gordon Lightfoot a Sit Down Young Stranger albumon.
- 1970 Kris Kristofferson a debütáló Kristofferson albumon.
- 1970 Bill Haley & His Comets a Rock Around the Country albumon.
- 1971 Janis Joplin a U.S. listavezető Pearl albumon.
- 1971 Olivia Newton-John az első, If Not For You című  albumán.
- 1971 The Grateful Dead a Skull & Roses albumon.
- 1972 Johnny Cash az élőben felvett Pa Osteraker albumon.
- 1979 Gianna Nannini "Io E Bobby McGee" a California albumon
- 1999 LeAnn Rimes a LeAnn Rimes albumon.
- 1999 Barb Jungr a Bare albumon.
- 2002 Taylor Horn a taylor-made albumon.
- 2005 Allison Crowe a duplalemezes Live at Wood Hall albumon.
- 2005 Dolly Parton a  Those Were The Days albumon.
- 2005 Arlo Guthrie a Live In Sydney albumon.

További előadók
- Joan Baez
- Jack Jersey
- Loretta Lynn
- Waylon Jennings
- Willie Nelson
- Dave Dudley
- Dolly Parton
- Aaron Lewis
- Charley Pride
- Ramblin' Jack Elliott
- Kenny Rogers
- A Month Of Sundays
- Bokkie En Sy Baanbrekers
- Pete "Big Dog" Fetters
- Brian McKnight
- Celinda Pink
- Barb Jungr
- The Platters
- Kapena
- Pink
- Jerry Jeff Walker
- Klaus Halen
- Impotent Sea Snakes
- Loquillo y los trogloditas
- Bobby Gentry
- Buck Owens

## Külső hivatkozások
- Kris Kristofferson: Me and Bobby Mcgee dalszöveg